# Circuito San Juan
Circuito San Juan era un ramal que perteneciente al Ferrocarril General San Martín, Argentina. Tenía la particularidad de ser un circuito cerrado de vías.

## Ubicación
Se hallaba en la provincia de San Juan en los departamentos Capital, Santa Lucía y Rivadavia.

## Características
formaba parte de la red del Ferrocarril General San Martín con una extensión de 21 km que partía y volvía desde la estación central San Juan. Fue construido por la empresa Ferrocarril Buenos Aires al Pacífico.
Actualmente se halla clausurado y desmantelado casi en su totalidad.